# Copa de Campeones de la Concacaf 1994
La Copa de Campeones de 1994 fue la trigésima edición de la Copa de Campeones de la Concacaf, torneo de fútbol a nivel de clubes más importante de Norteamérica, Centroamérica y el Caribe organizado por la Concacaf. En la ronda final participaron 4 equipos de 4 diferentes países. El torneo comenzó el 1 de diciembre de 1993 y culminó el 5 de febrero de 1995. 
El Cartaginés de Costa Rica venció en la final al Atlante de México para ser campeón por primera y única ocasión.

## Equipos participantes
En cursiva los equipos debutantes en el torneo.
| País                          | Equipo                                 |
| ----------------------------- | -------------------------------------- |
| Aruba 2 cupos                 | RCA River Plate                        |
| Antillas Neerlandesas 2 cupos | CRKSV Jong Colombia RKV FC Sithoc      |
| Costa Rica · 2 cupos          | CS Cartaginés CS Herediano             |
| México · 2 cupos              | Atlante FC CF Monterrey                |
| El Salvador · 2 cupos         | Alianza FC CD Luis Ángel Firpo         |
| Martinica 2 cupos             | Club Franciscain US Robert             |
| Guatemala · 2 cupos           | CSD Comunicaciones Aurora FC           |
| Belice 2 cupos                | Acros FC La Victoria                   |
| Nicaragua · 2 cupos           | Diriangén FC Juventus Managua          |
| Haití 2 cupos                 | Racing FC Gonaives Violette AC         |
| Surinam 2 cupos               | SV Robinhood SV Leo Victor             |
| Guayana Francesa 2 cupos      | FC Regina US Sinnamary                 |
| Guadalupe 2 cupos             | RS Red Star Solidarité Scolaire        |
| Antigua y Barbuda 2 cupos     | Villa Lions FC J&J Construction Parham |
| Honduras 2 cupos              | CD Olimpia CD Petrotela                |
| Estados Unidos 1 cupo         | Los Angeles Salsa                      |
| San Cristóbal y Nieves 1 cupo | Suzuki Newtown United                  |

## Zona Norte/Centroamericana

### Primera ronda

#### Petrotela - Monterrey
| 1 de diciembre de 1993 | Petrotela                                 | 4:1 (2:1) | Monterrey    | Estadio Nacional, Tegucigalpa |  |
|                        | Saavedra 9', 44' · Cálix 46' · Duarte 80' |           | Jáuregui 39' |                               |  |

| 7 de diciembre de 1993 | Monterrey                                 | 3:2 (2:1) (Global 4:6) | Petrotela              | Estadio Tecnológico, Monterrey |  |
|                        | Hernández 18' · Nieves 21' · Jáuregui 86' |                        | Duarte 27' · Cálix 85' |                                |  |

#### Comunicaciones - Acros
| 12 de diciembre de 1993 | Acros       | 1:3 | Comunicaciones | San Ignacio, Belice |  |
|                         | Desconocido |     | Dionel Bordón  |                     |  |

| 22 de diciembre de 1993 | Comunicaciones | 2:1 (Global 5:2) | Acros | Estadio Mateo Flores, Ciudad de Guatemala |  |

### Segunda ronda
| 26 de enero de 1994 | Comunicaciones               | 2:0 | Cartaginés | Estadio Cementos Progreso, Ciudad de Guatemala |  |
|                     | José Mendez · Carlos Vásquez |     |            |                                                |  |

| 2 de febrero de 1994, 20:00 | Cartaginés                                        | 4:0 (0:0) (Global 4:2) | Comunicaciones | Estadio José Rafael "Fello" Meza, Cartago                    |                                                              |
|                             | Bernald Mullins 60' 83' · Francisco Acuña 76' 80' | Reporte                |                | Asistencia: 1,490 espectadores Árbitro(s): José Luis Fuentes | Asistencia: 1,490 espectadores Árbitro(s): José Luis Fuentes |

### Tercera ronda
| 16 de marzo de 1994 | Cartaginés        | 1:0 (1:0) | Petrotela | Estadio José Rafael "Fello" Meza, Cartago |  |
|                     | Cristian Mena 16' |           |           |                                           |  |

| 23 de marzo de 1994 | Petrotela                              | 2:1 (1:1) (2:3 p.)(Global 2:2) | Cartaginés        | Estadio Francisco Morazán, San Pedro Sula |  |
|                     | Alexis Iván Duarte 27' · Alex Bahr 68' |                                | Cristian Mena 21' |                                           |  |

### Ronda preliminar
| 15 de diciembre de 1993 | La Victoria                      | 2:2 | Aurora                                       | MCC Grounds, Ciudad de Belice |  |
|                         | Edmund Pandy · Norman Pipersburg |     | Edwin Westphal · Washington Castagnero (pen) |                               |  |

| 19 de diciembre de 1993 | Aurora                                                | 3:1 (Global 5:3) | La Victoria  | Estadio Mateo Flores, Ciudad de Guatemala |  |
|                         | Washington Castagnero · Martín Machón · Mynor Jiménez |                  | Edmund Pandy |                                           |  |

### Primera ronda
| 16 de enero de 1994 | Juventus Managua | 0:4 | Aurora | Estadio Dennis Martínez, Managua |  |

| 26 de febrero de 1994 | Aurora                                       | 5:0 (Global 9:0) | Juventus Managua | Estadio Mateo Flores, Ciudad de Guatemala |  |
|                       | Martín Machón · Rony Archila · Minor Jiménez |                  |                  |                                           |  |

| 29 de enero de 1994 | Alianza                | 1:0 | Los Angeles Salsa | Estadio Cuscatlán, San Salvador |  |
|                     | Milton Melendez (pen.) |     |                   |                                 |  |

| 6 de febrero de 1994 | Los Angeles Salsa      | 2:2 (Global 2:3) | Alianza     | Los Angeles Memorial Coliseum, Los Ángeles |  |
|                      | Paulo Rocha "Paulinho" |                  | Oscar Ulloa |                                            |  |

### Segunda ronda
| 6 de abril de 1994 | Aurora            | 1:1 (0:0) | Alianza         | Estadio Mateo Flores, Ciudad de Guatemala |  |
|                    | Rony Archilla 55' |           | Oscar Ulloa 78' |                                           |  |

| 10 de abril de 1994 | Alianza                                | 2:1 (0:1) (1:0 t. s.)(Global 3:2) | Aurora             | Estadio Cuscatlán, San Salvador |  |
|                     | Oscar Ulloa 56' · Sergio Bufarini 119' |                                   | Edwin Westphal 30' |                                 |  |

### Primera ronda
| 5 de diciembre de 1993 | Luis Ángel Firpo     | 1:4 (1:2) | Atlante                                                                | Estadio Sergio Torres, Usulután |  |
|                        | Raúl Toro Basáez 24' |           | Luis Miguel Salvador 15' 71' · Gastón Obledo 44' · Roberto Andrade 82' |                                 |  |

| 8 de diciembre de 1993 | Atlante                                      | 2:1 (1:1) (Global 6:2) | Luis Ángel Firpo          | Estadio Héroe de Nacozari, Hermosillo |  |
|                        | Miguel Herrera 14' · René Isidoro García 50' |                        | Miguel Herrera 35' (a.g.) |                                       |  |

| 8 de diciembre de 1993 | Diriangén | 0:5 | Herediano                                        | Estadio Cacique Diriangén, Diriamba |  |
|                        |           |     | Róger Gómez · German Chavarria · Rodinei Martins |                                     |  |

| 15 de diciembre de 1993 | Herediano                                         | 4:2 (Global 9:2) | Diriangén     | Estadio Eladio Rosabal Cordero, Heredia |  |
|                         | Alberto Castillo · Róger Gómez · Nahamán González |                  | Jairo Aguirre |                                         |  |

### Segunda ronda
| 30 de enero de 1994 | Olimpia | 0:0 | Herediano | Estadio Francisco Morazán, San Pedro Sula |  |
|                     |         |     |           | Asistencia: 8403 espectadores             |  |

| 12 de febrero de 1994 | Herediano                          | 2:0 | Olimpia | Estadio Eladio Rosabal Cordero, Heredia |  |
|                       | Róger Gómez · Marvin Obando Obando |     |         |                                         |  |

### Tercera ronda
| 22 de marzo de 1994 | Herediano                                                           | 3:3 (2:3) | Atlante                          | Estadio Eladio Rosabal Cordero, Heredia |  |
|                     | Juan Carlos Chávez 15' · Róger Gómez 21' · Carlos Javier Angulo 89' |           | Luis Miguel Salvador 10' 33' 34' |                                         |  |

| 31 de marzo de 1994 | Atlante                                                                | 3:1 (1:0) | Herediano           | Estadio Azulgrana, Distrito Federal |                                 |
|                     | Luis Miguel Salvador 25' · Gastón Obledo 59' · René Isidoro García 73' |           | Rodinei Martins 78' | Asistencia: 12,000 espectadores     | Asistencia: 12,000 espectadores |

## Zona del Caribe

### Ronda preliminar
| 6 de diciembre de 1993 | RCA                            | 2:1 | Robinhood   | Estadio Ergilio Hato, Willemstad |  |
|                        | Raymond Davelaar · Hart Ludwig |     | Desconocido |                                  |  |

| 11 de enero de 1994 | Robinhood | 7:0 (Global 8:2) | RCA | Estadio André Kamperveen, Paramaribo |  |

| 15 de diciembre de 1993 | River Plate | 0:0 | Leo Victor | Estadio Ergilio Hato, Willemstad |  |

| 19 de diciembre de 1993 | Leo Victor                | 2:0 (Global 2:0) | River Plate | Estadio André Kamperveen, Paramaribo |  |
|                         | Harvey Limon · Ruben Tobi |                  |             |                                      |  |

### Primera ronda

#### Franciscain - Red Star
| Equipo Local Ida | Resultado | Equipo Visitante Ida | Ida   | Vuelta |
| ---------------- | --------- | -------------------- | ----- | ------ |
| Franciscain      | 6 - 2     | Red Star             | 4 - 1 | 2 - 1  |

#### Sithoc - Solidarité Scolaire
| 11 de diciembre de 1993 | Sithoc                         | 4:2 | Solidarité Scolaire         | Estadio Ergilio Hato, Willemstad |  |
|                         | Darryl Dorothal · Curly Poppen |     | Max Fermely · Dario Donavin |                                  |  |

| 18 de diciembre de 1993 | Solidarité Scolaire | 1:0 (Global 3:4) | Sithoc | Basse-Terre, Guadalupe |  |

#### FC Regina - Racing Gônaïves
| Equipo Local Ida | Resultado | Equipo Visitante Ida | Ida | Vuelta |
| ---------------- | --------- | -------------------- | --- | ------ |
| Regina           | w/o       | Racing Gônaïves      | -   | -      |

- Regina abandonó el torneo, Racing Gônaïves califica.

#### Suzuki Newtown United - Villa Lions
| 12 de diciembre de 1993 | Villa Lions | 0:0 | Suzuki Newtown United | Saint John, Antigua y Barbuda |  |

| 16 de enero de 1994 | Suzuki Newtown United     | 2:1 (Global 2:1) | Villa Lions     | Basseterre, San Cristóbal y Nieves |  |
|                     | Desconocido · Desconocido |                  | Thomas Kimberly |                                    |  |

#### Jong Colombia - Violette
| 20 de diciembre de 1993 | Jong Colombia                         | 2:0 | Violette | Estadio Ergilio Hato, Willemstad |  |
|                         | Eugene Constancia · Marfied Desbardia |     |          |                                  |  |

| 22 de diciembre de 1993 | Violette           | 1:0 (Global 1:2) | Jong Colombia | Estadio Ergilio Hato, Willemstad |  |
|                         | Jean Marie Telasco |                  |               |                                  |  |

#### Sinnamary - J&J Construction Parham
| Equipo Local Ida        | Resultado | Equipo Visitante Ida | Ida   | Vuelta |
| ----------------------- | --------- | -------------------- | ----- | ------ |
| J&J Construction Parham | 0 - 3     | Sinnamary            | 0 - 1 | 0 - 2  |

- J&J Construction Parham se retiró en el partido de vuelta, la Concacaf resultado otorgó el resultado.

#### Leo Victor - Robinhood
| 13 de febrero de 1994 | Robinhood      | 1:0 | Leo Victor | Estadio André Kamperveen, Paramaribo |  |
|                       | Gerson Klinker |     |            |                                      |  |

| 20 de febrero de 1994 | Leo Victor                                        | 4:2 (Global 4:3) | Robinhood                       | Estadio André Kamperveen, Paramaribo |  |
|                       | Ramon Kempenaar · Etienne Remak · Steven Burgzorg |                  | Steven Rigters · Gerson Klinker |                                      |  |

### Segunda ronda

#### Suzuki Newtown United - Sithoc
| Equipo Local Ida | Resultado | Equipo Visitante Ida  | Ida   | Vuelta |
| ---------------- | --------- | --------------------- | ----- | ------ |
| Sithoc           | 0 - 3     | Suzuki Newtown United | 0 - 2 | 0 - 1  |

#### Franciscain - Sinnamary
| 2 de marzo de 1994 | Franciscain                                         | 5:0 | Sinnamary | Estadio Pierre Aliker, Fort-de-France |  |
|                    | Desir Alcindor · Jean Michel Modestin · Desconocido |     |           |                                       |  |

| 16 de marzo de 1994 | Sinnamary | 2:0 (Global 2:5) | Franciscain | Estadio de Baduel, Cayena |  |

#### Jong Colombia - Leo Victor
| Equipo Local Ida | Resultado        | Equipo Visitante Ida | Ida   | Vuelta |
| ---------------- | ---------------- | -------------------- | ----- | ------ |
| Jong Colombia    | (5-4) (p.) 1 - 1 | Leo Victor           | 1 - 0 | 0 - 1  |

#### US Robert - FC Regina
| Equipo Local Ida | Resultado | Equipo Visitante Ida | Ida   | Vuelta |
| ---------------- | --------- | -------------------- | ----- | ------ |
| Regina           | 2 - 4     | Robert               | 1 - 1 | 1 - 3  |

### Tercera ronda
| 27 de abril de 1994 | Franciscain | 2:1 | Jong Colombia | Estadio Pierre Aliker, Fort-de-France |  |

| 11 de mayo de 1994 | Jong Colombia                  | 2:0 (Global 3:2) | Franciscain | Estadio Ergilio Hato, Willemstad |  |
|                    | Wensly Martina · Aldrin Torbed |                  |             |                                  |  |

| Equipo Local Ida | Resultado | Equipo Visitante Ida  | Ida   | Vuelta |
| ---------------- | --------- | --------------------- | ----- | ------ |
| Robert           | 4 - 0     | Suzuki Newtown United | 4 - 0 | 0 - 0  |

### Cuarta ronda
| Equipo Local Ida | Resultado | Equipo Visitante Ida | Ida   | Vuelta |
| ---------------- | --------- | -------------------- | ----- | ------ |
| Robert           | 3 - 2     | Jong Colombia        | 3 - 0 | 0 - 2  |

## Ronda final

### Cuadro de desarrollo
Jugado en San José, Estados Unidos
|  | Semifinales     | Semifinales     |   |          | Final           | Final           |  |
|  | 11 de noviembre | 11 de noviembre |   |          | 14 de noviembre | 14 de noviembre |  |
|  |                 |                 |   |          |                 |                 |  |
|  | San José        |                 |   |          |                 |                 |  |
|  | Robert          | 0 (4)           |   |          |                 |                 |  |
|  | Cartaginés (p.) | 0 (5)           |   |          |                 |                 |  |
|  |                 |                 |   |          |                 |                 |  |
|  |                 |                 |   |          | San José        |                 |  |
|  |                 |                 |   |          | Cartaginés      | 3               |  |
|  |                 | Atlante         | 2 |          |                 |                 |  |
|  |                 |                 |   |          |                 |                 |  |
|  |                 |                 |   |          |                 |                 |  |
|  |                 |                 |   |          | Tercer lugar    |                 |  |
|  | San José        | San José        |   | San José | San José        |                 |  |
|  | Atlante         | 2               |   | Robert   | 0 (2)           |                 |  |
|  | Alianza         | 1               |   |          | Alianza (p.)    | 0 (4)           |  |

### Semifinales
| 3 de febrero de 1995 | Cartaginés | 0:0 (5:4 p.)               | Robert | Spartan Stadium, San José                             |  |
|                      | |                            | | Asistencia: 6276 espectadores Árbitro(s): Tim Weyland |  |
|                      | | Tiros desde el punto penal | |                                                       |  |
|                      | - Juan Alvarado - Heriberto Quirós - Humberto Brenes - Bernal Mullins - Norman Gómez - Alexánder Madrigal - Alejandro Loría |                            | - Angebert Bellemare - Ménil Boungo - Gilbert Coco - Jean Pierre Josmar - Fabricio Joblon - Gerry Masio - Teddy François-Eugéne |                                                       |  |

| 3 de febrero de 1995 | Atlante                                          | 2:1 (2:0) | Alianza        | Spartan Stadium, San José     |                               |
|                      | Luis Miguel Salvador 15' · Rubén Omar Romano 43' |           | René Durán 47' | Asistencia: 6276 espectadores | Asistencia: 6276 espectadores |

### Tercer lugar
| 5 de febrero de 1995 | Alianza                                                        | 0:0 (4:2 p.)               | Robert | Spartan Stadium, San José |  |
|                      |                                                                |                            |        | Árbitro(s): Tim Weyland   |  |
|                      |                                                                | Tiros desde el punto penal |        |                           |  |
|                      | - René Durán - Milton Meléndez - Marcos Portillo - Oscar Ulloa |                            |        |                           |  |

### Final
| 5 de febrero de 1995 | Atlante                 | 2:3 (0:2) | Cartaginés                           | Spartan Stadium, San José                             |                                                       |
|                      | García 51' · Obledo 56' | Reporte   | Quirós 20', 32' · Hidalgo 69' (pen.) | Asistencia: 6,276 espectadores Árbitro(s): Brian Hall | Asistencia: 6,276 espectadores Árbitro(s): Brian Hall |

|            | POR        | Félix Fernández          |     |
|            | DEF        | José Guadalupe Cruz      | 77' |
|            | DEF        | Miguel Herrera           |     |
|            | DEF        | Wilson Graniolatti       |     |
|            | DEF        | José Enrique García      |     |
|            | MED        | Hugo Sánchez             | 46' |
|            | MED        | Rubén Omar Romano        |     |
|            | MED        | Roberto Andrade          |     |
|            | DEL        | Mario García Covalles    |     |
|            | DEL        | Gastón Obledo            |     |
|            | DEL        | Luis Miguel Salvador     |     |
| Entrenador | Entrenador | Ricardo Antonio La Volpe |     |

|            | POR        | Marvin Solorzano        |     |
|            | DEF        | Juan Alvarado           |     |
|            | DEF        | Luiz Claudio dos Santos |     |
|            | DEF        | Dager Villalobos        |     |
|            | DEF        | Marco Tulio Hidalgo     |     |
|            | MED        | Martín Estrada          |     |
|            | MED        | Heriberto Quirós        |     |
|            | MED        | Ciro Paulino Castillo   | 61' |
|            | DEL        | Alexánder Madrigal      |     |
|            | DEL        | Humberto Brenes         |     |
|            | DEL        | Bernal Mullins          | 76' |
| Entrenador | Entrenador | Flavio Ortega           |     |

|  | MED | Jorge Salas     | 46' |
|  | DEF | Carlos Elizalde | 77' |

|  | MED | Norman Gómez    | 61' |
|  | DEL | Alejandro Loria | 76' |

| Anotado | 51' | José García   | 1:2 |
| Anotado | 56' | Gastón Obledo | 2:2 |

| Anotado         | 20' | Heriberto Quirós | 0:1 |
| Anotado         | 32' | Heriberto Quirós | 0:2 |
| Anotado · Penal | 69' | Marco Hidalgo    | 2:3 |

| Amonestado | 7'  | Hugo Sánchez      |
| Amonestado | 57' | Rubén Omar Romano |

| Amonestado | 55' | Bernal Mullins     |
| Amonestado | 67' | Alexander Madrigal |
| Amonestado | 80' | Marvin Solorzano   |

| Expulsado | 34' | Miguel Herrera |

| Expulsado | 34' | Heriberto Quirós |

| Árbitro | Brian Hall |

|            | POR        | Félix Fernández          |     |
|            | DEF        | José Guadalupe Cruz      | 77' |
|            | DEF        | Miguel Herrera           |     |
|            | DEF        | Wilson Graniolatti       |     |
|            | DEF        | José Enrique García      |     |
|            | MED        | Hugo Sánchez             | 46' |
|            | MED        | Rubén Omar Romano        |     |
|            | MED        | Roberto Andrade          |     |
|            | DEL        | Mario García Covalles    |     |
|            | DEL        | Gastón Obledo            |     |
|            | DEL        | Luis Miguel Salvador     |     |
| Entrenador | Entrenador | Ricardo Antonio La Volpe |     |

|            | POR        | Marvin Solorzano        |     |
|            | DEF        | Juan Alvarado           |     |
|            | DEF        | Luiz Claudio dos Santos |     |
|            | DEF        | Dager Villalobos        |     |
|            | DEF        | Marco Tulio Hidalgo     |     |
|            | MED        | Martín Estrada          |     |
|            | MED        | Heriberto Quirós        |     |
|            | MED        | Ciro Paulino Castillo   | 61' |
|            | DEL        | Alexánder Madrigal      |     |
|            | DEL        | Humberto Brenes         |     |
|            | DEL        | Bernal Mullins          | 76' |
| Entrenador | Entrenador | Flavio Ortega           |     |

|  | MED | Jorge Salas     | 46' |
|  | DEF | Carlos Elizalde | 77' |

|  | MED | Norman Gómez    | 61' |
|  | DEL | Alejandro Loria | 76' |

| Anotado | 51' | José García   | 1:2 |
| Anotado | 56' | Gastón Obledo | 2:2 |

| Anotado         | 20' | Heriberto Quirós | 0:1 |
| Anotado         | 32' | Heriberto Quirós | 0:2 |
| Anotado · Penal | 69' | Marco Hidalgo    | 2:3 |

| Amonestado | 7'  | Hugo Sánchez      |
| Amonestado | 57' | Rubén Omar Romano |

| Amonestado | 55' | Bernal Mullins     |
| Amonestado | 67' | Alexander Madrigal |
| Amonestado | 80' | Marvin Solorzano   |

| Expulsado | 34' | Miguel Herrera |

| Expulsado | 34' | Heriberto Quirós |

| Árbitro | Brian Hall |

| Cartaginés Campeón 1º título |